# Knut K. Stamsø
Knut Knutsen Stamsø (11. februar 1875) var en norsk atlet medlen af IK Tjalve. Han satte 1893 norsk rekord i 20 km kapgang med tiden 1,52,37,2 og blev 1896 norsk mester på 1500 meter. Han satte samme år norsk rekord på 110 meter hæk med tiden 17,2 Efter århundredskiftet boende han i Malmø og var medlem i IFK Malmö. Han satte 1900 svensk rekord i trespring med 12,18 i Halmstad. Han deltog under sin tid i Malmø i de danske mesterskaber og vandt tre titler; højdespring og diskoskast 1901 og 120 yard hæk 1902

## Norske mesterskaber
- Bronze 1897 længdespring 4,86
- Guld 1896 1500 meter 4,53
- Sølv 1896 110 meter hæk 17,9

## Danske mesterskaber
- Bronze 1903 120 yards hæk ?
- Guld 1902 120 yards hæk 19,2
- Sølv 1902  Kuglestød ?
- Guld 1901  Højdespring  1,58
- Guld 1901  Diskoskast 27,80
- Bronze 1901  Længdespring  5,27